# Вільха (притока Гнізни)
Вільха (пол. Olcha) — річка в Україні у Тернопільському районі Тернопільської області. Ліва притока річки Гнізни (басейн Дністра).

## Опис
Довжина річки приблизно 8,63 км, найкоротша відстань між витоком і гирлом — 8,10  км, коефіцієнт звивистості річки — 1,07 . Формується декількома струмками та загатами.

## Розташування
Бере початок на південно-західній стороні від села Магдалівки. Тече переважно на північний захід через село Грабовець і впадає у річку Гнізну, ліву притоку річки Серету.

## Цікаві факти
- На лівому березі річки гозташовані гори Байкове (342,9 м) та Баворів (332,2 м)[3].